# Jelena Alexandrowna Tschirkowa
Jelena Alexandrowna Tschirkowa (russisch Елена Александровна Чиркова, englisch Elena Chirkova; * 6. Dezember 1994 in Perwouralsk, Oblast Swerdlowsk) ist eine russische Biathletin, die seit 2020 für Rumänien startet. Sie ist mehrfache Medaillengewinnerin auf nationaler Ebene in Russland.

## Sportliche Laufbahn
Jelena Tschirkowa betreibt seit 2010 den Biathlonsport und repräsentierte auf nationaler Ebene zunächst die Region Tjumen, bevor sie sich 2017 der Mannschaft Krasnojarsks anschloss. In den Jahren 2018 und 2019 gewann sie, mit der Damenstaffel und der Patrouille, zwei russische Meistertitel, internationale Einsätze bekam sie allerdings nie. Im August 2020 wurde bekannt, dass Tschirkowa, Anatoli Oskin und Anastassija Tolmatschowa nach einem Nationenwechsel die rumänische Staatsbürgerschaft erhalten haben und direkt in die Nationalmannschaft aufgenommen wurden.
Ihre ersten Rennen für die neue Nation bestritt Tschirkowa Mitte Dezember 2020 bei den Weltcuprennen von Hochfilzen, mit den eingebürgerten Athleten konnte Rumänien auch erstmals seit Ende 2016 eine Damenstaffel im Weltcup stellen. Erste internationale Meisterschaften wurden die Europameisterschaften 2021, im Saisonverlauf unterbot die Rumänin ihre Bestergebnisse im Weltcup klar und wurde bei den Weltmeisterschaften auf der Pokljuka 57. des Sprints. Somit erreichte sie den Verfolger, welchen sie als 50. abschloss. Auch 2021/22 war sie nahezu vollständig im Weltcup aktiv und erreichte ein weiteres Mal ein Verfolgungsrennen, diesmal beim Weltcupwochenende von Oberhof. Bei den Europameisterschaften unterlief ihr ein folgenschwerer Fehler: im Mixedstaffelrennen lief das Team um Tschirkowa, Anastassija Tolmatschowa, George Buta und Dmitri Schamajew bei extremem Wind auf dem Bronzerang durchs Ziel, Tolmatschowa stellte aber beim Wechsel auf Tschirkowa keinen Körperkontakt her, die Staffel bekam zwei Minuten Zeitstrafe addiert und wurde schlussendlich auf Rang neun gelistet. Einen Erfolg stellte auch der zwölfte Rang mit der Mixedstaffel beim Weltcup in Otepää, es war das zu diesem Zeitpunkt zweitbeste Mixedergebnis in der rumänischen Geschichte. dar mit der Mixedstaffel auf Rang 12. Außerdem erreichte sie am selben Ort nach Sprintrang 46 ihr erstes Verfolgungsrennen, auch in Oslo ging es unter die besten 60. Wegen eher unterdurchschnittlicher Laufleistungen waren die Ergebnisse auch im Folgewinter im Weltcup ähnlich, auf der zweithöchsten Ebene kam Tschirkowa im Februar einmal unter die besten 25. Ihre besten Saisonresultate erzielte die Rumänin bei den Europameisterschaften in der Lenzerheide, Tschirkowa wurde 16. des Sprints, 21. der Verfolgung und Neunte mit Tolmatschowa, Buta und Raul Flore im Mixedbewerb.
In den folgenden beiden Saisons konnte Tschirkowa nicht überzeugen, mit Ausnahme jeweils eines 69. Ranges verpasste sie im Weltcup und bei den Weltmeisterschaften in sämtlichen Individualrennen die Top 70.

## Persönliches
Tschirkowa lebt in Brașov.

## Statistiken

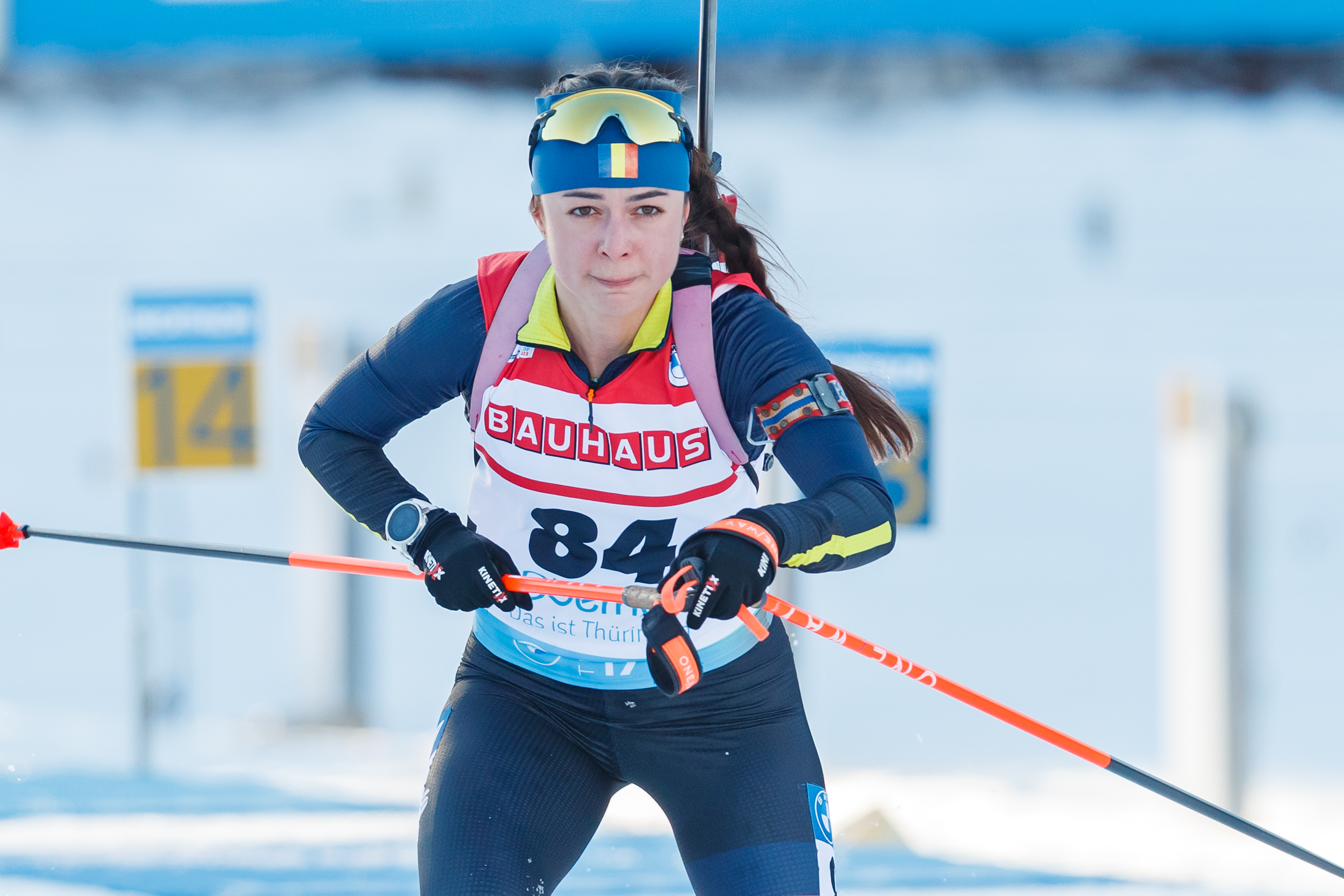
Tschirkowa bei den Weltmeisterschaften 2023

### Weltcupplatzierungen
Die Tabelle zeigt alle Platzierungen (je nach Austragungsjahr einschließlich Olympische Spiele und Weltmeisterschaften).
- 1.–3. Platz: Anzahl der Podiumsplatzierungen
- Top 10: Anzahl der Platzierungen unter den ersten zehn (einschließlich Podium)
- Punkteränge: Anzahl der Platzierungen innerhalb der Punkteränge (einschließlich Podium und Top 10)
- Starts: Anzahl gelaufener Rennen in der jeweiligen Disziplin
- Staffel: inklusive Mixed- und Single-Mixed-Staffeln

| Platzierung               | Einzel | Sprint | Verfolgung | Massenstart | Staffel | Gesamt |
| ------------------------- | ------ | ------ | ---------- | ----------- | ------- | ------ |
| 1. Platz                  |        |        |            |             |         |        |
| 2. Platz                  |        |        |            |             |         |        |
| 3. Platz                  |        |        |            |             |         |        |
| Top 10                    |        |        |            |             |         |        |
| Punkteränge               |        |        |            |             | 26      | 26     |
| Starts                    | 9      | 30     | 2          |             | 27      | 68     |
| Stand: Saisonende 2024/25 |        |        |            |             |         |        |

### Biathlon-Weltmeisterschaften
Ergebnisse bei den Weltmeisterschaften:
| Weltmeisterschaften | Weltmeisterschaften | Einzelwettbewerbe | Einzelwettbewerbe | Einzelwettbewerbe | Einzelwettbewerbe | Staffelwettbewerbe | Staffelwettbewerbe | Staffelwettbewerbe |
| Jahr                | Ort                 | Einzel            | Sprint            | Verfolgung        | Massenstart       | Damenstaffel       | Mixedstaffel       | S.-M.-Staffel      |
| ------------------- | ------------------- | ----------------- | ----------------- | ----------------- | ----------------- | ------------------ | ------------------ | ------------------ |
| 2021                | Pokljuka            | 60.               | 57.               | 50.               | –                 | –                  | 25.                | 20.                |
| 2023                | Oberhof             | 89.               | 82.               | –                 | –                 | –                  | 20.                | –                  |
| 2024                | Nové Město          | 74.               | 80.               | –                 | –                 | –                  | –                  | –                  |
| 2025                | Lenzerheide         | 76.               | –                 | –                 | –                 | 18.                | 21.                | –                  |